# Спасо-Преображенська церква (Кременчук)
Спасо-Преображенська церква — церква у Кременчуці у XIX—поч. XX століття. Не збереглася.

## Опис
Спасо-Преображенська церква була побудована з каменю, в одній зв'язці з дзвіницею, мала одну баню.
Іконостаси були триярусні різьблені золочені. У центральному іконостасі розташовувалися ікони в срібних ризах, прикрашені виробним та дорогоцінним камінням.
Серед церковних книг найдавнішим було євангеліє, видруковане в Москві у 1701 році. Його особливістю був срібний з позолотою оклад, на лицьовій стороні якого містилося п'ять великих емалевих овалів з зображенням євангелістів і Казанської Богоматері.

## Історія
У 1801—1803 роках на місці нинішнього торгово-розважального комплексу «Європа» (колишній «Будинок Офіцерів») була збудована Спасо-Преображенська церква, посвячена 4 вересня 1803 року єпископом малоросійським та переяславським С. Лебединським. Триярусні різьблені золочені іконостаси виготовляються лише у 1866 році на пожертвування парафіян.
У 1837 році в Спасо-Преображенському соборі хрестився П. Житецький, що став пізніше відомим філологом, першим істориком українського літературного мови. Його батько був священиком Спасо-Преображенської церкви, їхній будинок знаходився поряд з церковною садибою. Пізніше, після смерті священика, у його спадкоємців будинок збиралося придбати Кременчуцьке повітове земство для розташування на ньому повітової управи. Але угода не відбулася, а земство вибудувало для своїх потреб новий будинок по вулиці Училищний (цей будинок зберігся до наших днів, знаходити за готелем «Кремінь»).
Після революції церква закривають і в середині 1930-х років розбирають. Цегла використовується для влаштування парапету навколо скверу МЮДа, а будівельне сміття — для засипання болота на Сінний площі. Доля книг та ікон невідома.